# Timna (Tel Batasz)

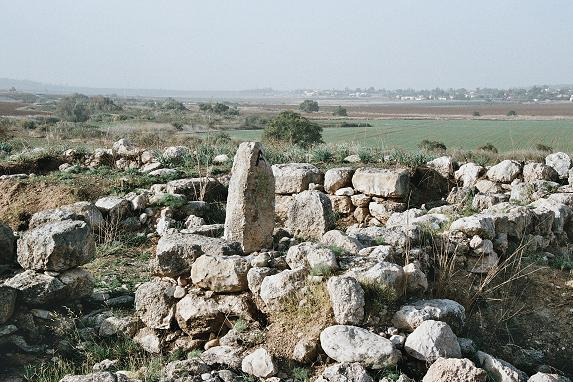
Tel Batasz

Timna – filistyńskie miasto biblijne, zlokalizowane w Tel Batasz.

## Wzmianki w źródłach
Nazwa Timna została poświadczona przez Księgę Jozuego (Joz 15,10; 19,43), według której miasto należało do plemienia Judy, następnie wymieniono je jako własność pokolenia Dana (Joz 19,43). Według Księgi Sędziów (Sdz 1,1; 2,5; 15,6) o władzę w Timnie walczyli Filistyni i Izraelici. To stąd pochodziła żona sędziego Samsona (Sdz 14:1-2.10).  Za panowania Achaza według 2 Księgi Kronik (2 Krn 28,18) miasto zostało podbite przez Filistynów. Wymieniona w Księdze Rodzaju (Rdz 38,12; 38,14) miejscowość Timna najprawdopodobniej jest tożsama z Timną w Tel Batasz. W kronikach asyryjskich Timna została wymieniona jako jedna ze zdobyczy Sennacheryba. Informacja ta jest datowana na 701 rok p.n.e.

## Lokalizacja
Początkowo – ze względu na podobieństwo wymowy – Timny szukano na obszarze współczesnej miejscowości arabskiej Chirbet Tibna, oddalonej o 3,2 km na południowy wschód od Bet Szemesz. Badania jednak nie potwierdziły teorii, że Chirbet Tibna ma starożytną metrykę. W związku z tym pojawiła się hipoteza, że ruiny Timny kryje wzgórze Tel Batasz, położone w dolinie Sorek około 6 km na północny zachód od Bet Szemesz, gdzie w 1977 roku rozpoczęto wykopaliska pod kierunkiem George’a L. Kelma i Amichaja Mazara.

## Badania archeologiczne
Najstarsza warstwa Tel Bakasz datowana jest na okres środkowego brązu (I połowa II tysiąclecia p.n.e.). Odkryto w niej osadę na planie kwadratu, otoczoną ziemnym obwałowaniem, i mur z suszonej cegły. W warstwach X–VI, datowanych na późny brąz (XVII–XIII wiek p.n.e.), odnotowano ślady obecności Kananejczyków. Brak śladów po murach miejskich, funkcję murów pełniły zewnętrzne ściany domostw. W północno-wschodniej części kopca odkryto pozostałości po wielkich zabudowaniach. Po zniszczeniach z XVI wieku p.n.e. miasto zostało otoczone murami obronnymi. W warstwie VII, datowanej na XIV wiek p.n.e., znaleziono budynek, niespotykany dotąd w budownictwie bliskowschodnim. Parter budowli był oparty na dwóch szeregach kolumn i przykryty dachem. Z tego okresu pochodzą też ślady bogatych domostw. W każdej warstwie kananejskiej znaleziono importowaną ceramikę, skarabeusze, pieczęcie i wyroby z metalu oraz ślady po pożarach na skutek najazdów.
Najstarsze ślady obecności Filistynów w Tel Batasz znaleziono w warstwie V, datowanej na XII wiek p.n.e. W okresie filistyńskim budowle wznoszono z kamienia i cegły. Na otwartych placach znaleziono piece kuchenne i zasobniki. Wśród zabytków ruchomych natrafiono na filistyńską ceramikę, pieczęcie i ich odciski, odcisk w glinie pieczęci z filistyńską inskrypcją.
W okresie XI–X wiek p.n.e. miasto było na zmianę rujnowane i odbudowywane. W warstwie IV odkryto pozostałości (przypuszczalnie) po pałacu. Na obszarze C w okolicach miejskich bram znaleziono ruiny dwóch kwadratowych wież. Po zrujnowaniu miasta w drugiej połowie X wieku p.n.e. nastąpiła około stuletnia przerwa w osadnictwie.
W rezultacie badań nad III warstwą ustalono, że w VIII wieku p.n.e. rozpoczęło się odrodzenie miasta, które odbudowano na nowym planie. W połowie VIII wieku p.n.e. wzniesiono mury obronne z kamiennych bloków. Droga do miasta wiodła przez bramy zewnętrzną i wewnętrzną, wzmocnioną bastionem. W obrębie murów odkryto magazyn z judzkimi dzbanami zasobowymi typu lamelek. Niektóre z nich były zapieczętowane pieczęcią Judy, jeden miał odcisk prywatnej pieczęci. W 701 roku p.n.e. miasto z III warstwy zostało zdobyte i zrujnowane przez Sennacheryba.
Kolejna odbudowa miasta wraz z murami i bramą nastąpiła w VII wieku p.n.e. Badania nad II warstwą ustaliły, że przestrzeń miejska została podzielona za pomocą monolitycznych filarów. Odnotowano staranne planowanie budynków i grupowanie ich w bloki. W zachodniej części wzgórza odkryto domostwa, których zawartość wskazuje, że była to przemysłowa dzielnica miasta, znaleziono w nich bowiem żelazne prasy do tłoczenia oliwy. Prawdopodobnie wskutek najazdu babilońskiego około 600 roku p.n.e. dzielnica spłonęła. W północno-wschodniej części miasta wzniesiono fort lub gmach. Zabytki kultury materialnej reprezentują wyroby ceramiczne o połączonych cechach ceramiki filistyńskiej i judzkiej.
Najmłodsza I warstwa, datowana na okres perski (VI–IV wiek p.n.e.), zawiera pozostałości po ubogiej osadzie z wykopanymi w ziemi jamami zasobowymi.

## Historia
Osadnictwo w Tel Batasz istniało niemal nieprzerwanie od okresu środkowego brązu. W XVII–XIII wieku p.n.e. miejscowość zamieszkiwali Kananejczycy. Wskutek wojen wielokrotnie było zdobywane i palone. W połowie XVI wieku p.n.e. miasto padło na skutek najazdu faraona Ahmose.
W połowie XIII wieku p.n.e. miasto zdobyły Ludy Morza, w XII wieku p.n.e. osiedlili się tu Filistyni. Ich miasto jako Timna zostało kilkakrotnie wymienione w Biblii. W czasach Zjednoczonego Królestwa Izraela (XI–X wiek p.n.e.) Timna na zmianę należała do Filistynów i Izraelitów, z tego względu w wyniku walk była kilkakrotnie rujnowana. W X wieku p.n.e. częściowo została odbudowana i umocniona. Przypuszczalnie w drugiej połowie X wieku p.n.e. Timna padła na skutek najazdu Szeszonka I.
W VIII wieku p.n.e. Timnę na nowo rozplanowano i zaczęto jej odbudowę. Początkowo była to pomniejsza miejscowość z 500–1000 mieszkańcami. W połowie VIII wieku p.n.e., prawdopodobnie gdy region znalazł się pod rządami Ozjasza, wzniesiono mury obronne, a w czasach panowania Ezechiasza zmagazynowano tu żywność na wypadek wojny z Asyrią. W 701 roku p.n.e. miasto zostało zrujnowane przez Sennacheryba.
Po najeździe asyryjskim Timna nie odzyskała swojej świetności, mimo że w VII wieku p.n.e. została odbudowana. Około 600 roku p.n.e. została zniszczona wskutek najazdu babilońskiego, a w okresie okres perskim (VI–IV wiek p.n.e.) istniała jako niewielka osada.